# Spoorlijn Frankfurt Hauptbahnhof - Frankfurt Süd
De Frankfurt Hauptbahnhof - Frankfurt Süd ook wel Citytunnel Frankfurt is de kern van de S-Bahn Rhein-Main in de spoorlijn onder het centrum van de Duitse stad Frankfurt am Main. De lijn is als spoorlijn 3681 en 3682 onder beheer van DB Netze.

## Geschiedenis
Het eerste deel van het traject werd op 28 maart 1978 tussen het voormalige Postbahnhof en het Hauptbahnhof (tunnelstation) geopend.
Hier lopen de volgende lijnen door:
- Taunusbahn (S1) van Wiesbaden tot Frankfurt am Main Hauptbahnhof (tunnelstation), later via City-Tunnel Offenbach tot Rödermark-Ober-Roden
- Main-Lahn-Bahn (S2) van Niedernhausen tot Frankfurt am Main Hauptbahnhof (tunnelstation), later via City-Tunnel Offenbach naar Mühlberg
- Limesbahn (S3) van Bad Soden tot Frankfurt am Main Hauptbahnhof (tunnelstation), later tot Darmstadt
- Kronberger Bahn (S4) van Kronberg tot Frankfurt am Main Hauptbahnhof (tunnelstation), later tot Darmstadt
- Homburger Bahn (S5) van Friedrichsdorf tot Frankfurt am Main Hauptbahnhof (tunnelstation), later tot Frankfurter Süd
- Main-Weser-Bahn (S6) van Friedberg tot Frankfurt am Main Hauptbahnhof (tunnelstation), later tot Frankfurter Süd

Later kwam hier bij:
- Rhein-Main-Bahn en Mainbahn (S8) van Wiesbaden via Frankfurt (Main) Flughafen Regionalbahnhof tot Frankfurt am Main Hauptbahnhof (tunnelstation), later via City-Tunnel Offenbach tot Hanau
- Taunusbahn en Mainbahn (S9) van Wiesbaden via Frankfurt (Main) Flughafen Regionalbahnhof tot Frankfurt am Main Hauptbahnhof (tunnelstation), later via City-Tunnel Offenbach tot Hanau
- Mainbahn (S14, tegenwoordig S8) van Wiesbaden via Frankfurt (Main) Flughafen Regionalbahnhof tot Frankfurt am Main Hauptbahnhof

De volgende S-Bahn treinen maken gebruik van het Hauptbahnhof als eind/beginpunt:
- Riedbahn (S7) van Riedstadt-Goddelau tot Frankfurt Hbf
- Dreieichbahn (S11) van (Frankfurt Hbf –) Dreieich-Buchschlag – Rödermark-Ober-Roden (– Dieburg)

In 1983 werd de City-Tunnel tussen Hauptbahnhof en Konstablerwache verlengd. Op een deel van dit traject tussen Hauptwache en Konstablerwache werd de City-Tunnel met de U-Bahn tunnel gecombineerd.
In 1990 volgde de uitbreiding van het traject tussen Konstablerwache en Frankfurt Süd en richting Offenbach. Ook werd toen de tunnel naar Ostbahnhof in ruwbouw gerealiseerd.
Op het traject naar Frankfurter Süd lopen de volgende lijnen door:
- Rodgaubahn (S2) verlengd tot Frankfurt Süd en later verlegd via City-Tunnel Offenbach naar Mühlberg
- Main-Neckar-Eisenbahn (S3) tot Darmstadt
- Main-Neckar-Eisenbahn (S4) tot Darmstadt
- Homburger Bahn (S5) tot Frankfurt Süd
- Main-Weser-Bahn (S6) tot Frankfurt Süd

Op 23 mei 1995 werd de City-Tunnel Offenbach geopend.
Hier liepen de volgende lijnen door:
- Mainbahn (S14, tegenwoordig S8) verlengd tot Hanau
- Rodgaubahn (S1) verlengd tot Rödermark-Ober-Roden
- Rodgaubahn (S2) verlengd tot Mühlberg
- Kinzigtalbahn (S8) van Wiesbaden via Frankfurt (Main) Flughafen Regionalbahnhof en via City-Tunnel Offenbach tot Hanau
- Kinzigtalbahn (S9) van Wiesbaden via City-Tunnel Offenbach tot Hanau

## Aansluitingen
In de volgende plaatsen of stations was of is er een aansluiting van de volgende spoorwegmaatschappijen:

### Frankfurt am Main

#### Frankfurt am Main Hauptbahnhof
- Taunusbahn spoorlijn tussen Frankfurt am Main en Wiesbaden
- Mainbahn spoorlijn tussen Mainz en Frankfurt am Main
- Main-Neckar-Eisenbahn spoorlijn tussen Frankfurt am Main en Heidelberg
- Main-Weser-Bahn spoorlijn tussen Kassel Hbf en Frankfurt am Main
- Main-Lahn-Bahn spoorlijn tussen Frankfurt am Main en Limburg an der Lahn
- Riedbahn spoorlijn tussen Frankfurt am Main en Mannheim / Worms / vroeger ook naar Darmstadt
- Kinzigtalbahn spoorlijn tussen Fulda en Frankfurt am Main
- Homburger Bahn spoorlijn tussen Frankfurt am Main via (Bad) Homburg naar Friedberg en Friedrichsdorf
  - Spoorlijn Friedberg - Friedrichsdorf spoorlijn tussen Friedberg en Friedrichsdorf
- Königsteiner Bahn spoorlijn tussen Frankfurt-Höchst en Königstein im Taunus
- Kronberger Bahn spoorlijn tussen Frankfurt-Rödelheim en Kronberg im Taunus
- Limesbahn spoorlijn tussen Bad Soden am Taunus en Niederhöchstadt
- Sodener Bahn spoorlijn tussen Frankfurt-Höchst en Bad Soden am Taunus
- Taunusbahn spoorlijn tussen Frankfurt am Main en Brandoberndorf
- Friedberg - Friedrichsdorf spoorlijn tussen Friedberg (Hessen) en Friedrichsdorf (Taunus)
- Niddertalbahn spoorlijn tussen Frankfurt am Main en Lauterbach Nord
- Frankfurt-Hanauer Eisenbahn spoorlijn tussen Frankfurt am Main en Hanau
- Dreieichbahn spoorlijn tussen Dreieich-Buchschlag en Dieburg
- Odenwaldbahn spoorlijn tussen Darmstadt / Hanau en Eberbach am Neckar
- S-Bahn Rhein-Main treindienst rond Frankfurt am Main
- Stadtwerke Verkehrsgesellschaft Frankfurt am Main mbH (VGF) stadstram en U-Bahn in Frankfurt en Offenbach

#### Frankfurt am Main Ost
- S-Bahn Rhein-Main treindienst rond Frankfurt am Main
- Stadtwerke Verkehrsgesellschaft Frankfurt am Main mbH (VGF) stadstram en U-Bahn in Frankfurt en Offenbach

#### Frankfurt Süd
- Kinzigtalbahn spoorlijn tussen Fulda en Frankfurt am Main
- Frankfurt-Hanauer Eisenbahn spoorlijn tussen Frankfurt Süd en Hanau
- S-Bahn Rhein-Main treindienst rond Frankfurt am Main

### Offenbach
- Kinzigtalbahn spoorlijn tussen Fulda en Frankfurt am Main
- Rodgaubahn spoorlijn tussen Offenbach en Reinheim
- S-Bahn Rhein-Main treindienst rond Frankfurt am Main
- Stadtwerke Verkehrsgesellschaft Frankfurt am Main mbH (VGF) stadstram en U-Bahn in Frankfurt en Offenbach

## Elektrische tractie
Het traject werd geëlektrificeerd met een spanning van 15.000 volt 16 2/3 Hz wisselstroom.

## Afbeeldingen

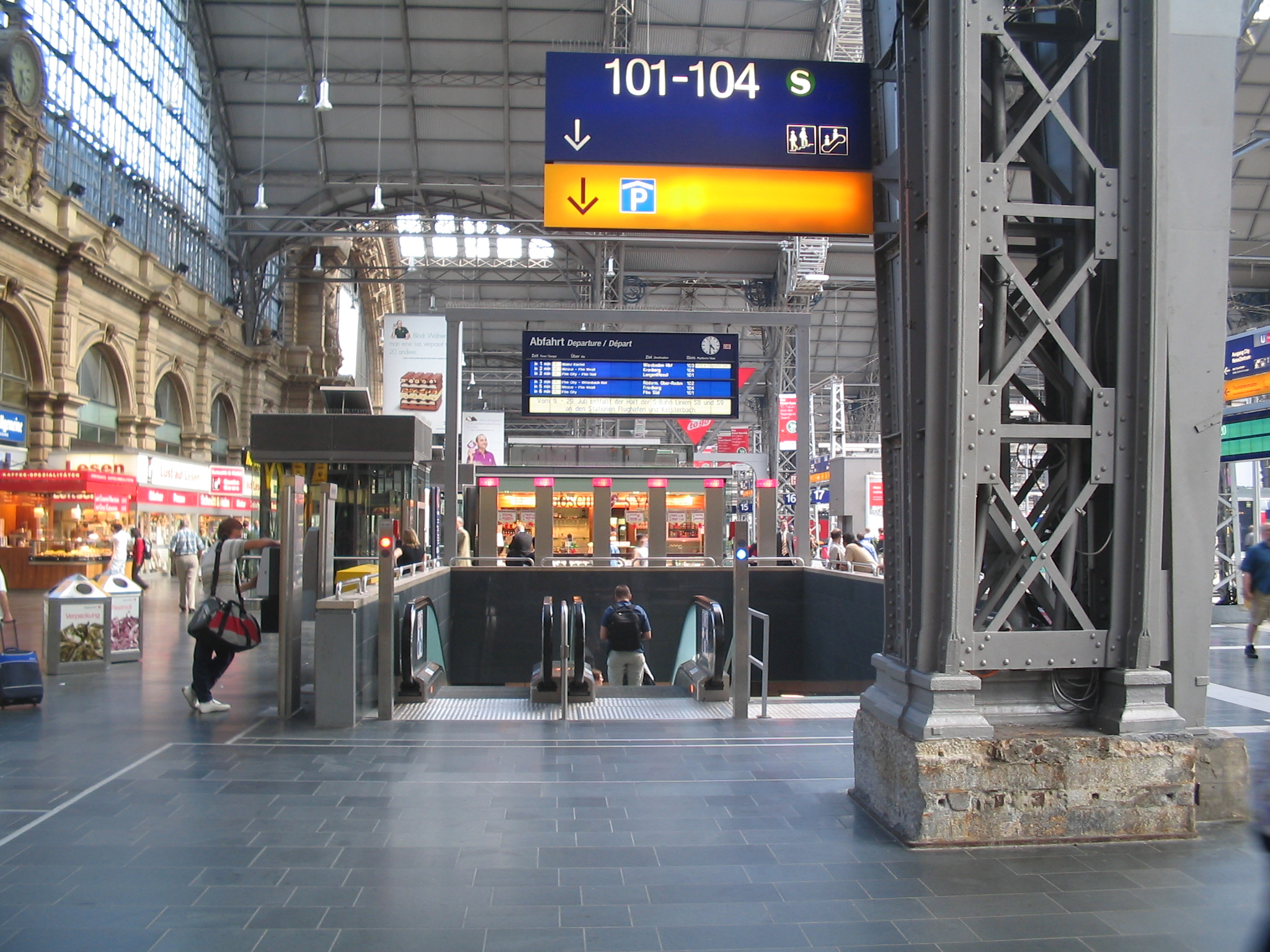
Entree Hauptbahnhof (tief)
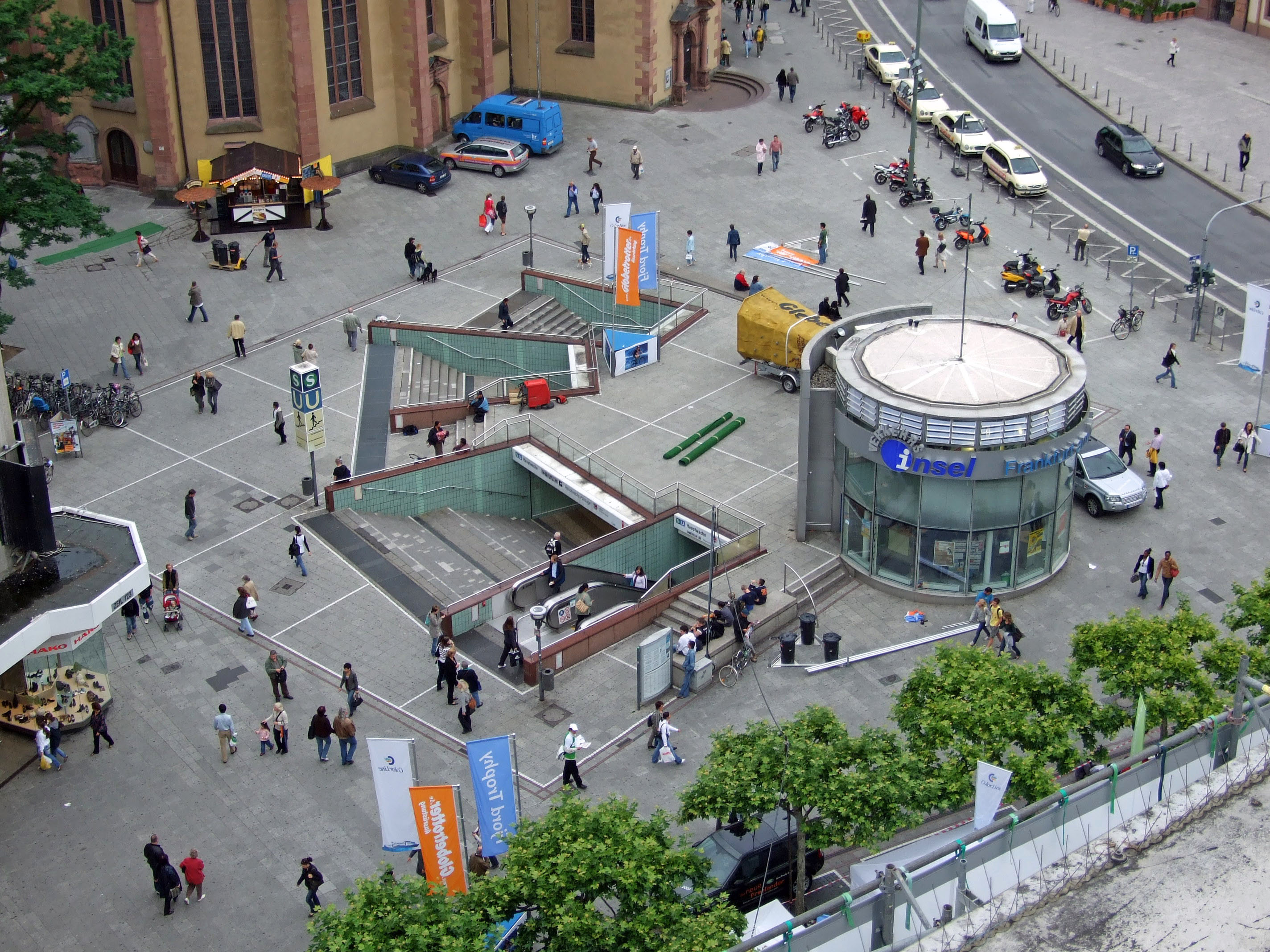
Entree station Hauptwache
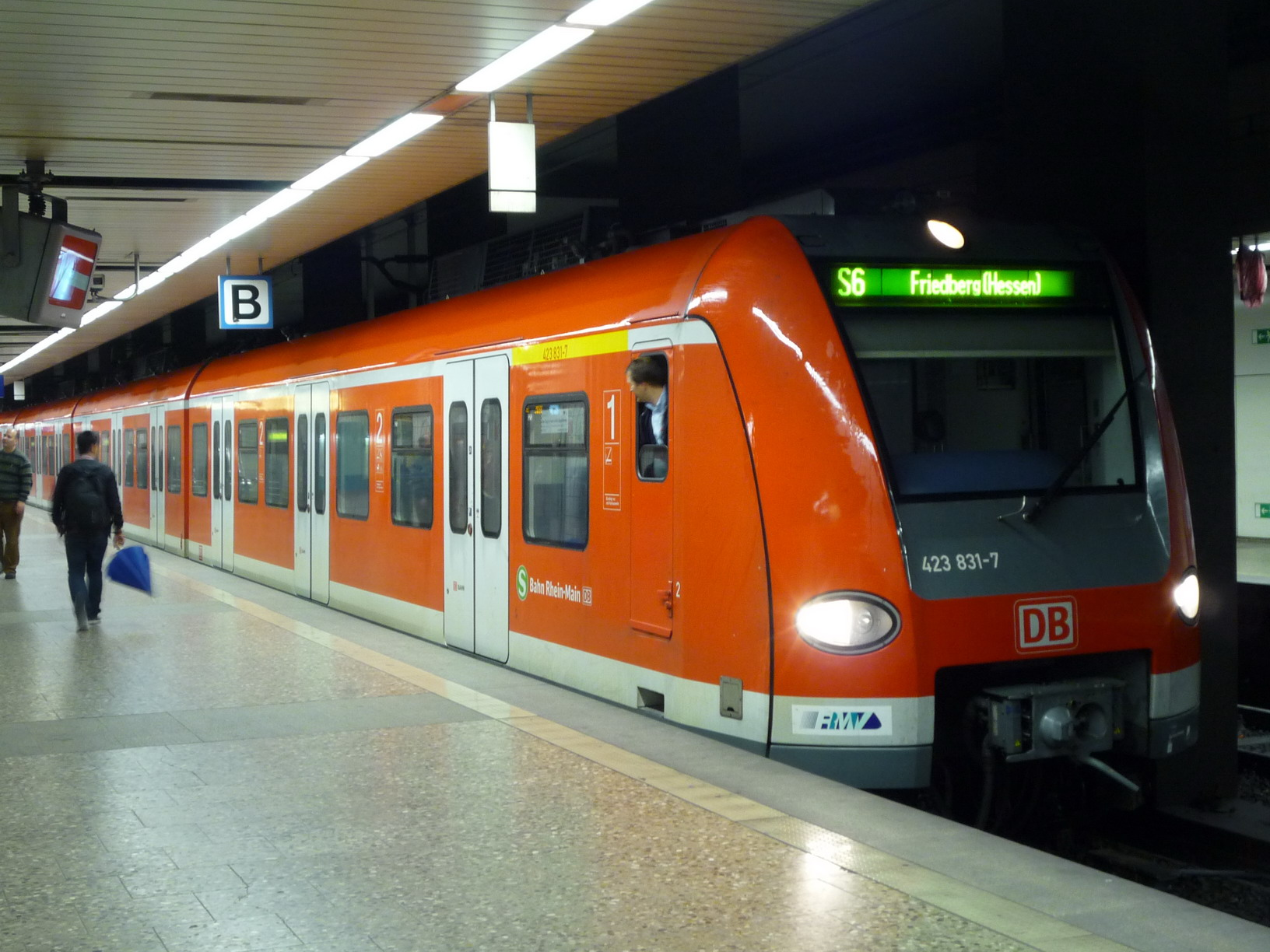
Station Konstablerwache
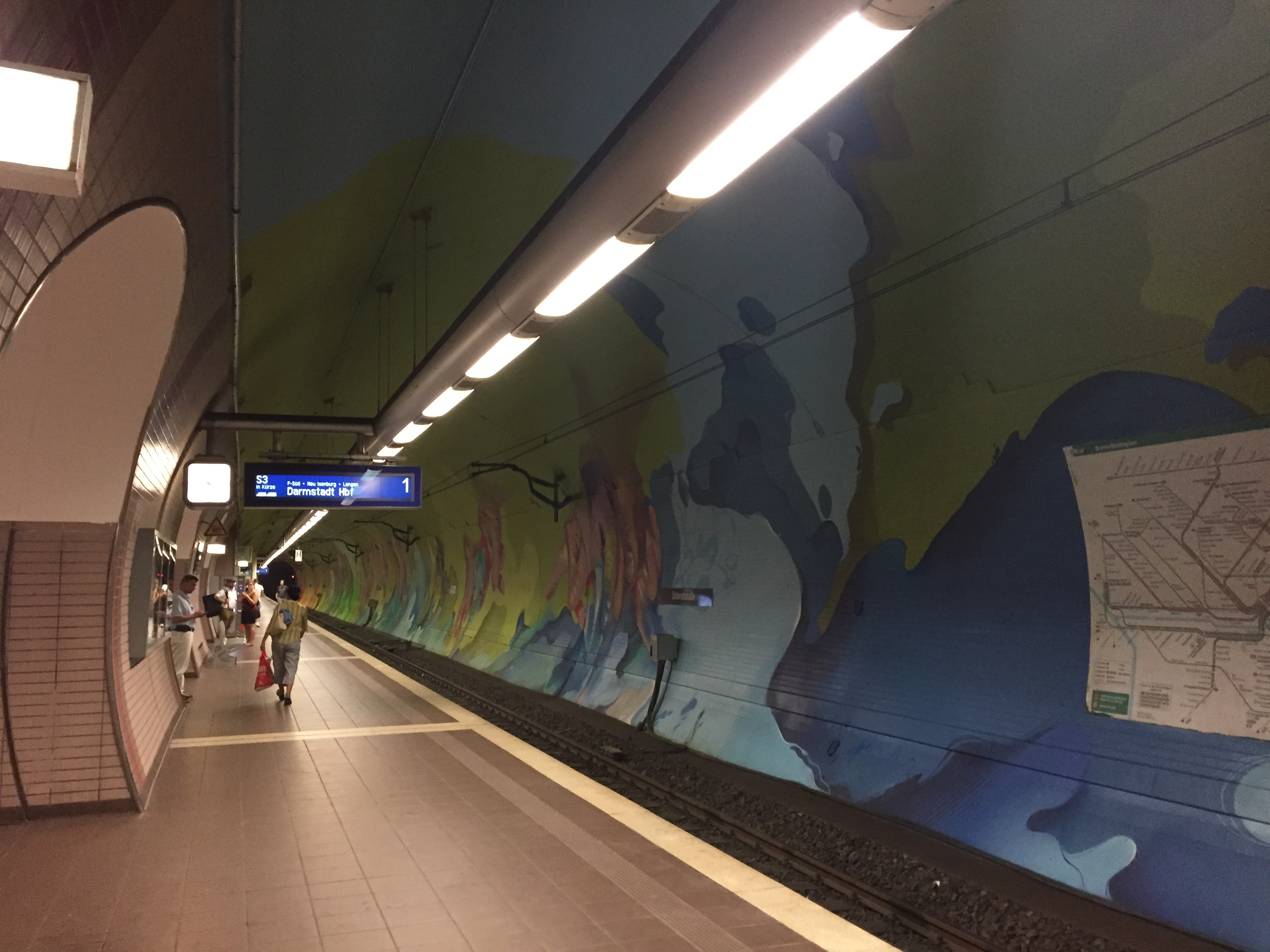
Station Ostendstrasse